# Quevedos (lentes)

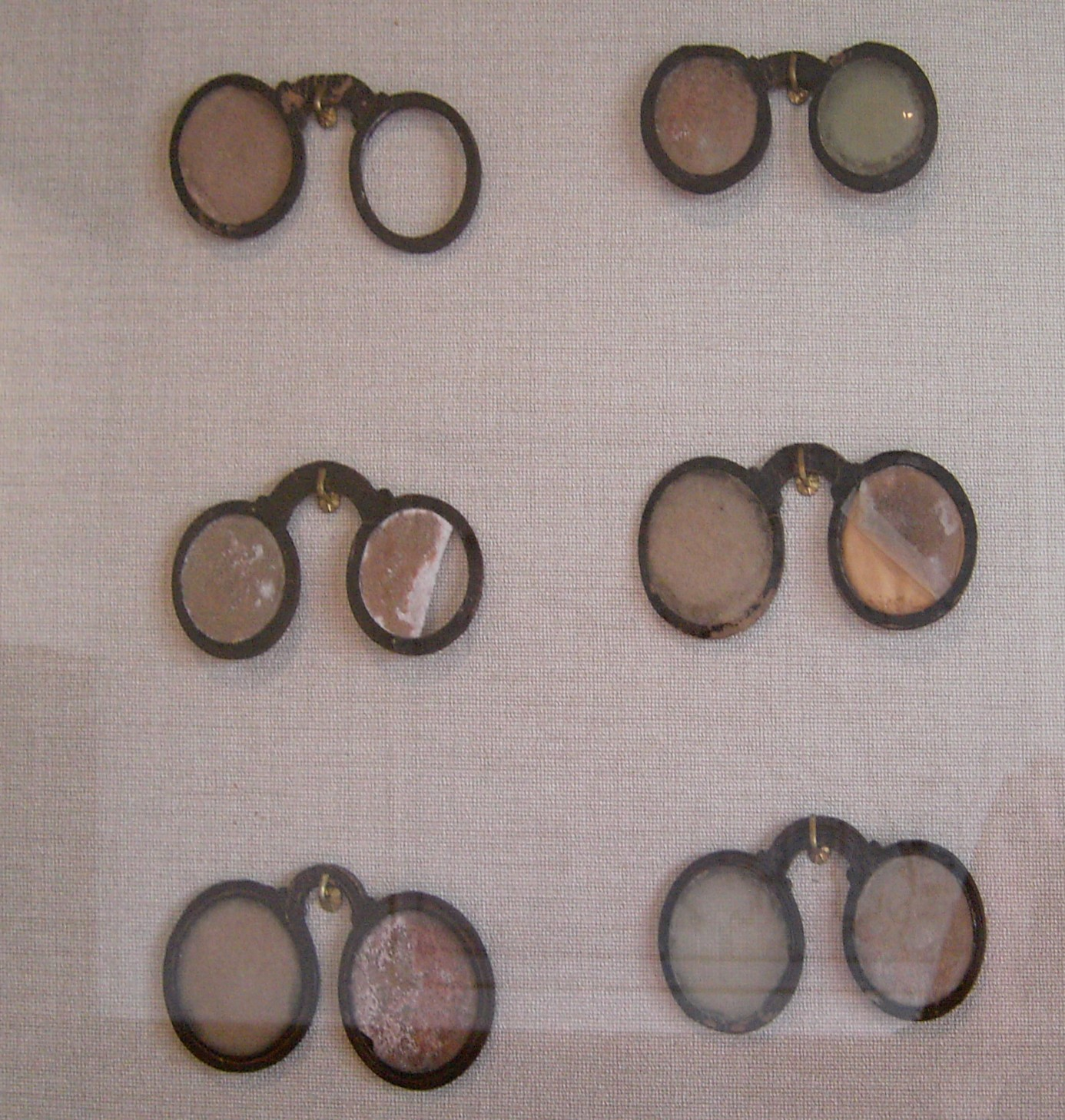
Quevedos del. Castillo de Wartburg, Alemania.

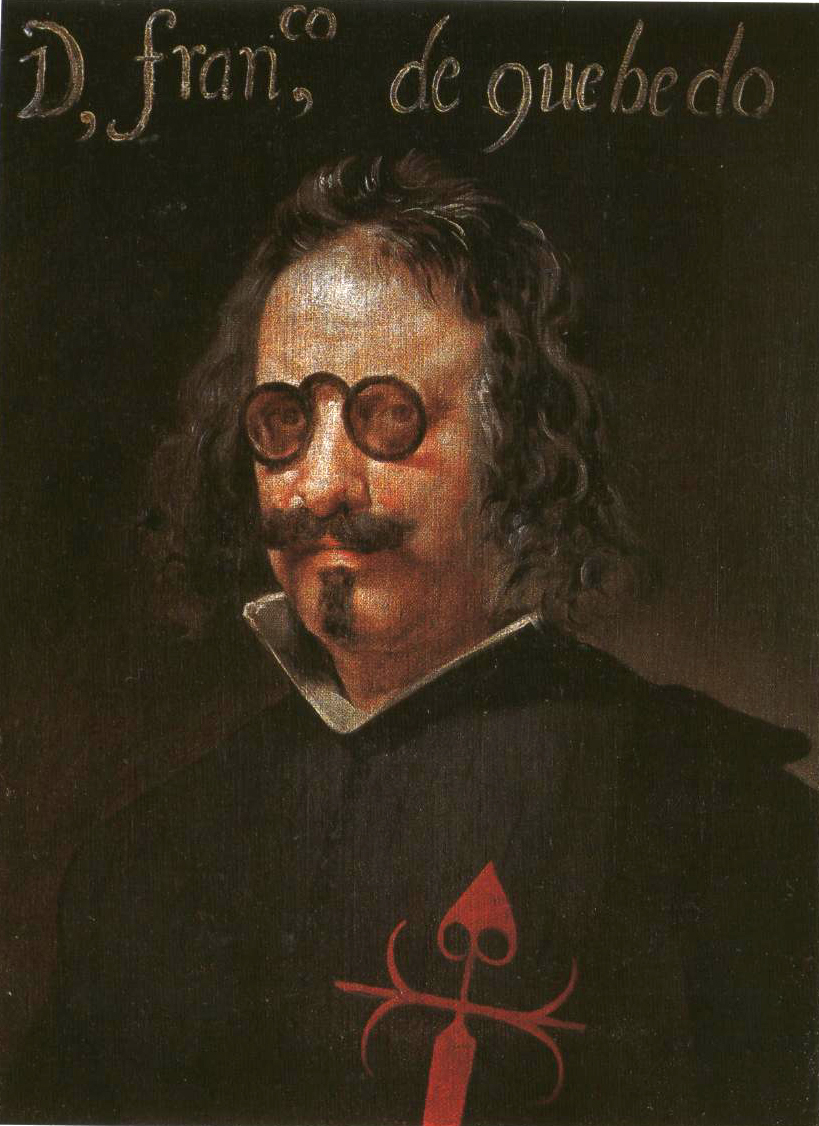
Retrato de Francisco de Quevedo por Juan van der Hamen,. Instituto Valencia de Don Juan.

Los quevedos también llamados pince-nez son un modelo particular de gafas portadoras de lentes ópticas, populares a finales del siglo XIX y principios del XX, que se sostienen sin patillas, pellizcando el puente nasal. Cuando comenzaron a ser introducidos, eran objetos de lujo, poco frecuentes y propios de las clases adineradas. Eran usadas para compensar las deficiencias de visión. La palabra pince-nez proviene de las palabras en  francés pincer, "pellizcar", y nez, "nariz". Su nombre en español proviene del literato español Francisco de Quevedo.
Los quevedos se diferencian de otros tipos de gafas porque los cristales se incluyen en una montura simple, normalmente metálica, que se sostiene ajustándose en el puente nasal, por carecer de patillas. 
Aunque los quevedos se utilizaban en Europa desde finales del siglo XIV y se empleaban principalmente de los siglos XV al XVII, los modernos aparecieron en la década de 1840 y alcanzaron su máxima popularidad entre 1880 y 1900. Debido a que no siempre permanecían en la nariz cuando se los colocaba, y debido al estigma que a veces conlleva el uso constante de anteojos, los quevedos decimonónicos a menudo se conectaban a la ropa o a la oreja del usuario mediante una cadena, cordón o cinta colgante para que pudieran colgarse; y así podían quitarse fácilmente y no perderse.

## Variedades

### Gafas con remache o gafas-tijera

Esquema de unos quevedos con monturas de hueso.

La forma más antigua de gafas de la que existe registro arqueológico data de mediados del siglo XV. Se trata de unos quevedos primitivos cuyas monturas estaban hechas de dos trozos de metacarpo de la extremidad anterior de un toro o de grandes trozos de asta. Las piezas tenían forma de paleta y estaban unidas por un remache de hierro que proporcionaba tensión sobre la nariz y permitía plegar las gafas.
El propósito de los tres agujeros en el lugar donde el mango se conecta con la bisagra es incierto, aunque es posible que hayan sido utilizados para la visión estenopeica, un principio que se conoce desde la Antigüedad. Cada paleta se dividió en un extremo para permitir la inserción de una lente, y la división se cerró con un trozo de alambre de cobre en uso normal. Los marcos eran extremadamente livianos, pero la tensión en el remache se habría aflojado con el tiempo, haciéndolos incapaces de permanecer en la punta. Las pinturas que representan tales marcos datan de 1392.

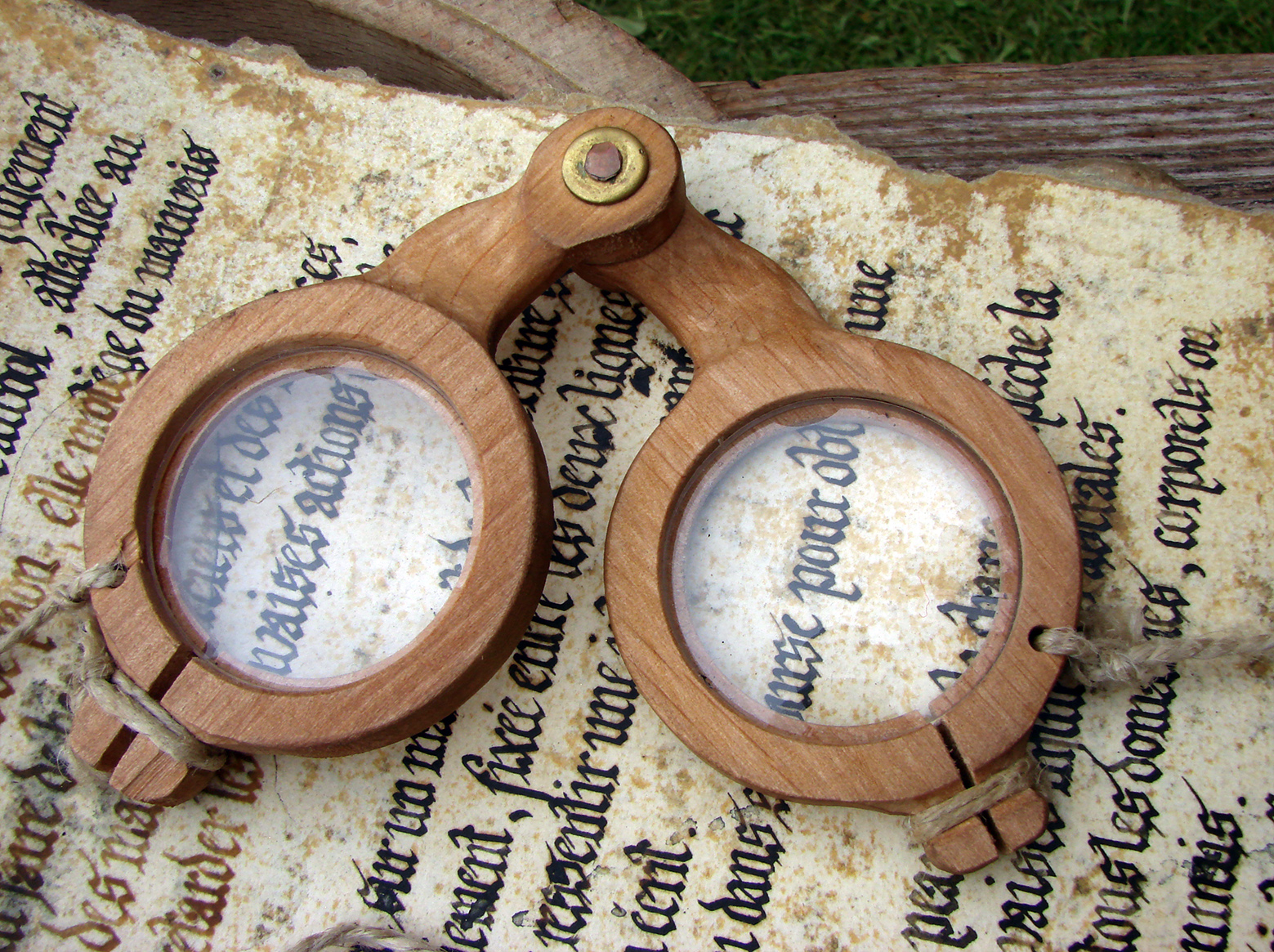
Réplicas de unas gafas-tijera medievales.

Más tarde los marcos se hacían de cuerno de ganado o de madera, pero siempre con un remache de unión para tensar. 
La invención de las gafas-tijera resolvió el problema del monóculo o "anteojo de examen", que se consideraba cansado para la vista, al proporcionar dos lentes en un marco en forma de Y. Por lo general, tenían un anillo en el extremo del mango para poder usarlos con una cinta o una cadena de oro alrededor del cuello.

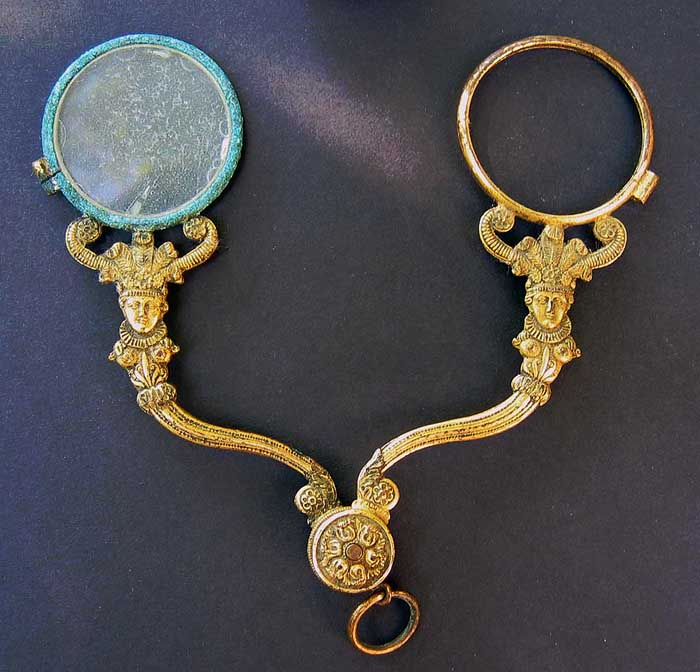
Gafas-tijera doradas del Primer Imperio Francés c. 1805.

Ejemplos elegantes, a menudo dorados y muy ornamentados, se volvieron comunes entre los miembros más elegantes de la sociedad francesa y alemana en la segunda mitad del siglo XVIII. George Washington, el marqués de La Fayette y Napoleón utilizaron gafas-tijera. En francés se llaman binocles ("binoculares") o binocles-ciseaux ("binoculares de tijera"), y las gafas-tijera francesas eran más delicadas y ornamentadas y más un accesorio de moda que las fabricadas en otras partes de Europa. Los impertinentes pueden haberse desarrollado a partir de las gafas-tijera.

### Puente en C

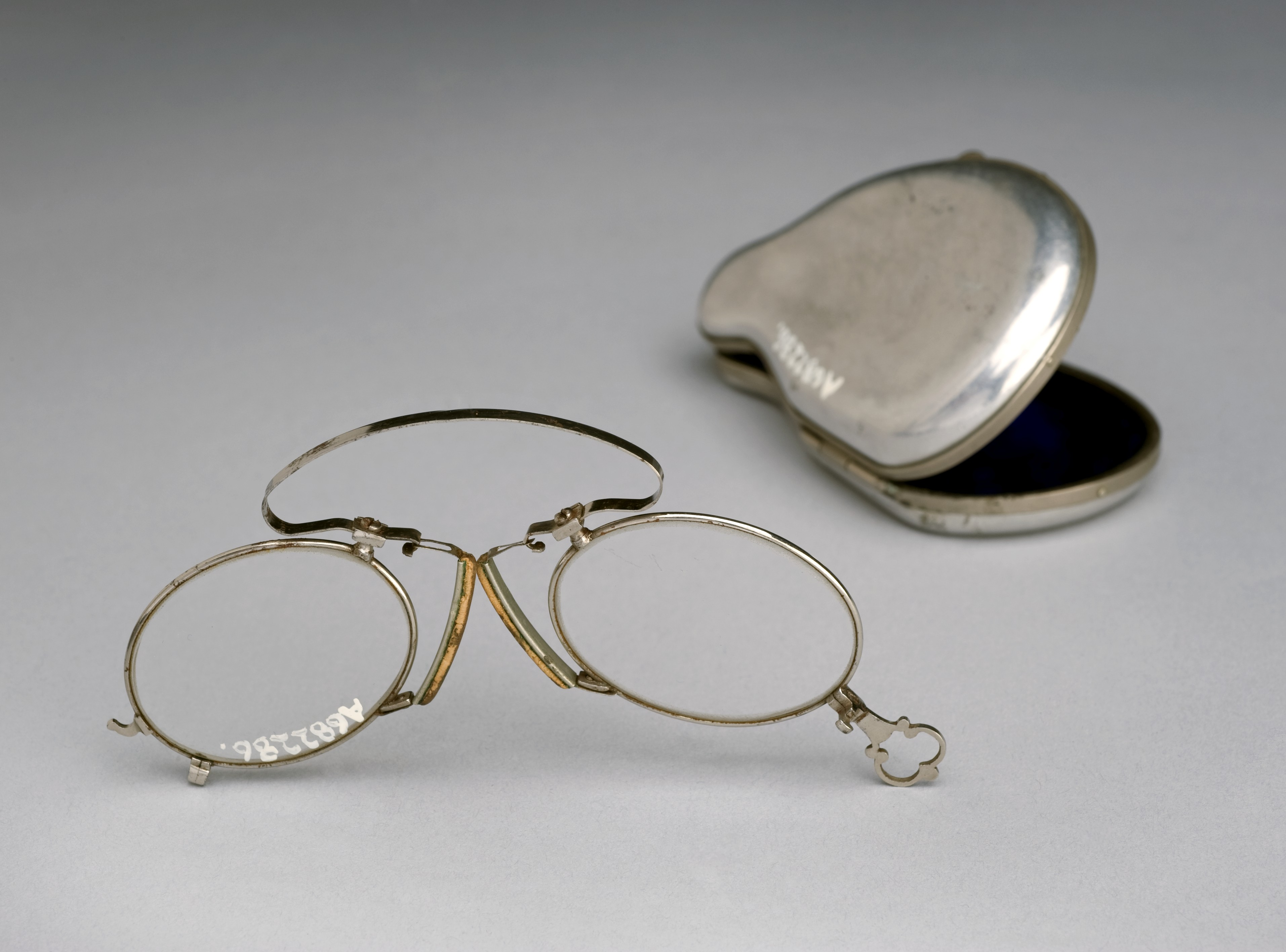
Quevedos con puente en C y su estuche. Inglaterra, entre 1875 y 1925.

Estos quevedos tienen un puente de metal flexible y curvado en forma de C que proporciona tensión para sujetar las lentes en la nariz del usuario. Se utilizaron ampliamente desde la década de 1820 hasta la década de 1940 y estaban disponibles en una variedad de estilos, desde el tipo temprano sin almohadillas nasales del siglo XIX hasta la variedad con gutapercha de la época de la guerra de Secesión y luego hasta la variedad plaqueta del siglo XX. Una ventaja de esta variedad era que un único tamaño se adaptaba a cualquier nariz. Los puentes estaban sujetos a la fatiga del metal debido a la flexión cuando se ponían y quitaban repetidamente, por lo que con frecuencia se rompían o perdían su tensión. La separación entre las lentes no era fija y podía no coincidir con la distancia interpupilar del usuario cuando se flexionaban para encajar, y las lentes giraban ligeramente cuando se colocaban en la nariz, de modo que los quevedos no se podían usar para corregir el astigmatismo. Las desventajas hicieron que este tipo fuera fundamentalmente defectuoso para muchos usuarios.

### Astig

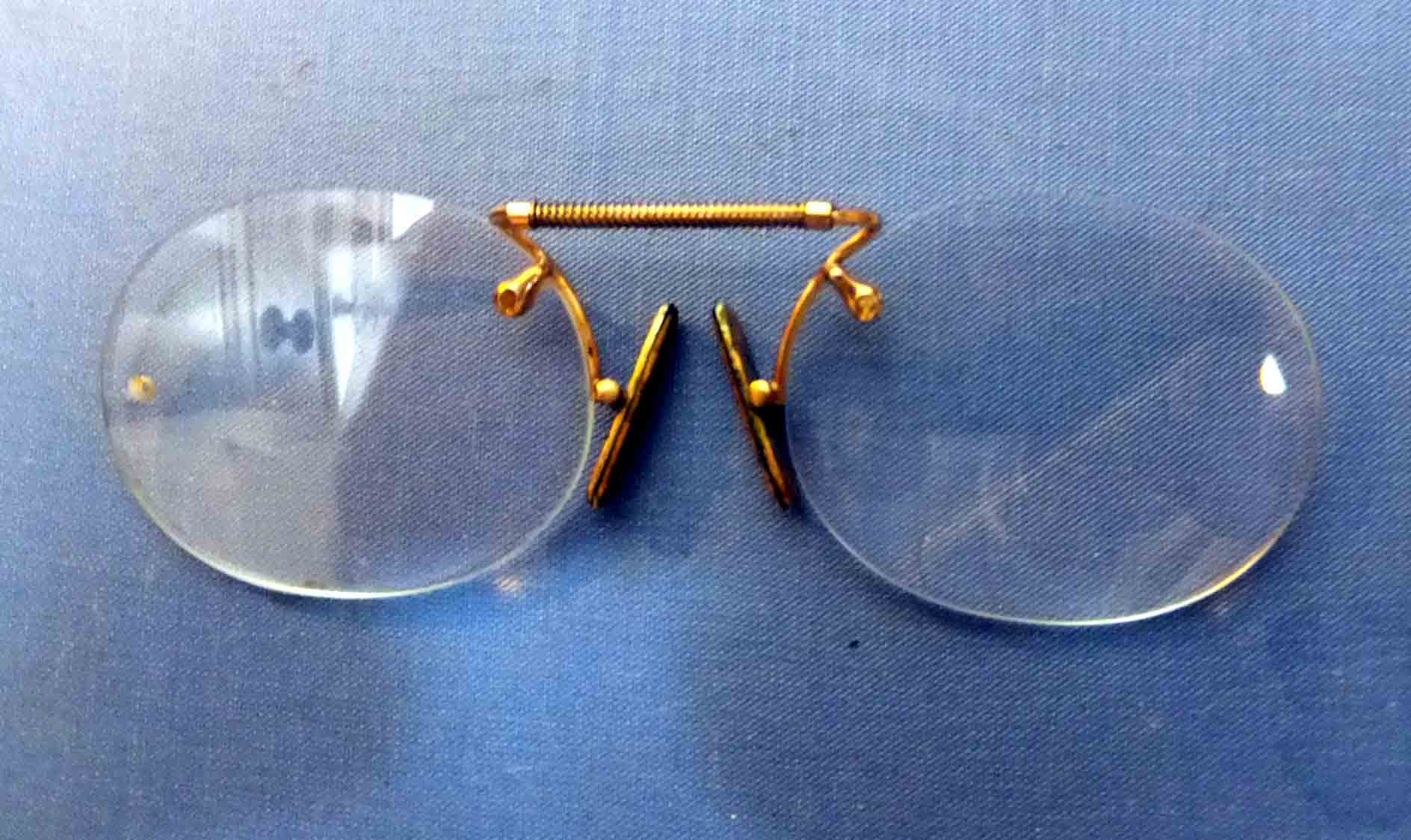
Quevedos astig sin monturas.

Los "astig"—llamados así por su capacidad para controlar el astigmatismo—o quevedos con "resorte de barra", tienen una barra deslizante y un resorte que conecta las lentes, que se pueden separar tirando suavemente de las lentes entre sí y luego colocándolas en el puente de la nariz y liberado; así, el resorte mantiene el dispositivo en su lugar. Las almohadillas nasales estaban hechas tradicionalmente de corcho, estaban unidas directamente a los marcos y tenían bisagras o eran estacionarias. Esta variedad fue popular desde la década de 1890 hasta la de 1930. Fueron creados y comercializados como "quevedos deportivos", que se decía que eran más difíciles de quitar de la cara que las otras variedades y más cómodos en uso prolongado. A diferencia de los quevedos con puente en C (cuyas lentes giraban ligeramente cuando se colocaban en la nariz), las lentes de los astig no giraban y, en consecuencia, podían corregir el astigmatismo, pero su separación podía variar y no coincidir con la distancia interpupilar del usuario.

### Fits-U

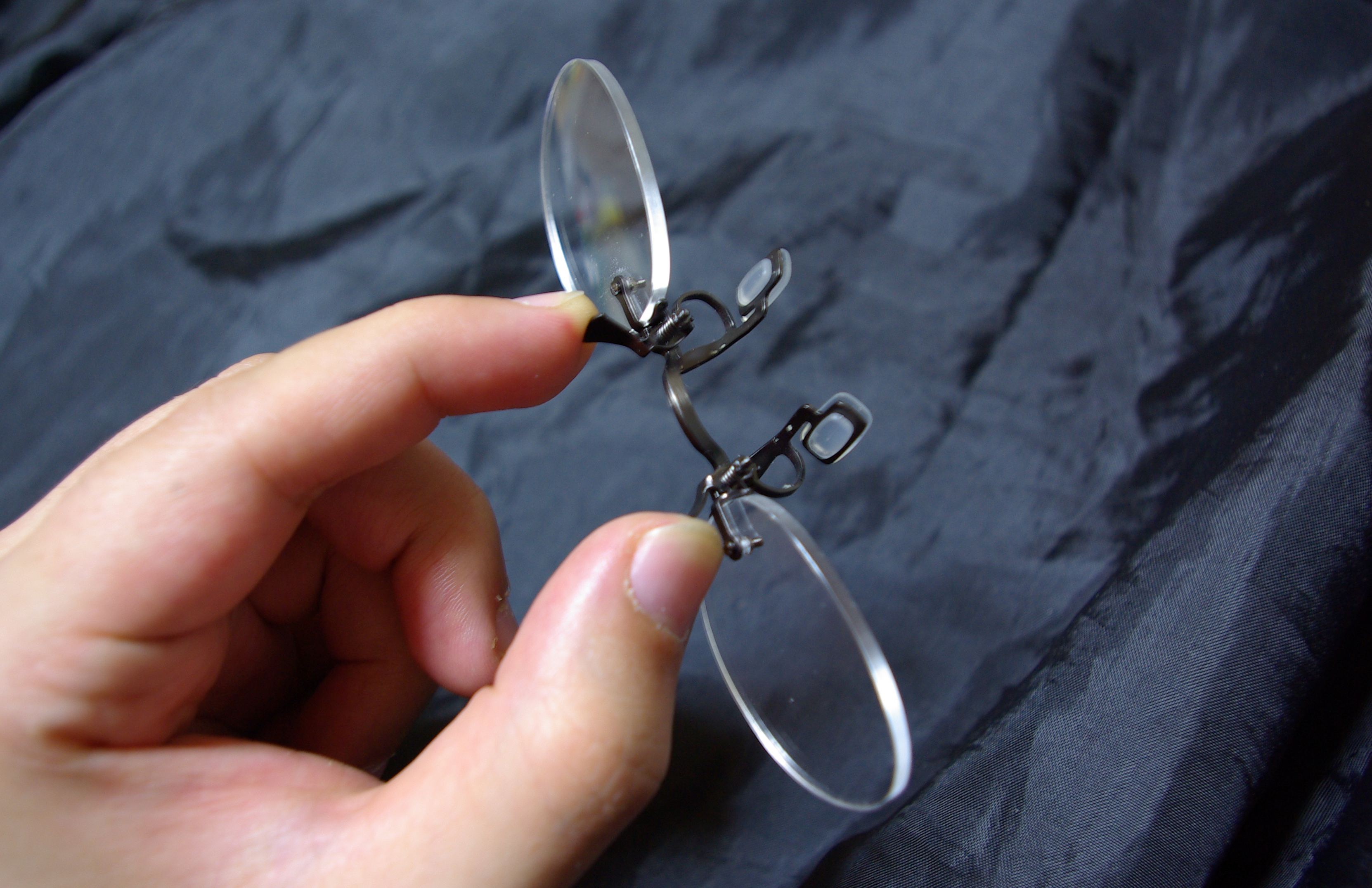
Quevedos Fits-U hechos en Japón.

En 1893, el médico francés Jules Cottet (1871-1959) desarrolló y patentó unas gafas con pieza para los dedos cuyas lentes estaban conectadas por un puente rígido, con resortes en los apoyos para la nariz para engancharlos al puente nasal. El usuario podría apretar un par de palancas ubicadas encima o delante del puente para abrir las almohadillas y soltarlas para permitir que se cierren en la nariz. Como las lentes no giraban, estos dispositivos podían corregir el astigmatismo y, como la distancia entre las lentes era fija, podían adaptarse a la distancia interpupilar del usuario. Cottet registró su patente en Francia, Inglaterra y Estados Unidos, pero no continuó con la producción y finalmente vendió la patente a un fabricante de gafas con sede en Londres, quien la vendió a una empresa estadounidense. El diseño permaneció sin usarse durante años, hasta que fue adquirido por American Optical Company, que lo comercializó con éxito bajo la marca Fits-U, reemplazando rápidamente a la mayoría de los otros quevedos.

### Gafas Oxford

Comparación entre los quevedos de puente rígido y las gafas Oxford.

La diferencia entre las gafas Oxford (u "Oxfords" para abreviar) y los quevedos no se establece con frecuencia. El estilo supuestamente se desarrolló en el siglo XIX cuando un profesor de la Universidad de Oxford rompió accidentalmente el mango de un par de impertinentes, colocó dos pequeñas almohadillas para la nariz en la montura y descubrió que podía usar la tensión del resorte plegable para colocarlos en su nariz, aunque la autenticidad de la historia nunca ha sido verificada. Los Oxford descienden de los impertinentes, ya que los primeros ejemplos de ellos a menudo tenían asas además de almohadillas para la nariz. En estilo, los Oxford se parecen mucho a los quevedos con puente  en C, ya que la tensión la proporciona una pieza de metal flexible con resorte; sin embargo, también se parecen a los astig, ya que el resorte que conecta las dos lentes es distinto de las piezas nasales. Los Oxford fueron populares en Europa y América hasta la década de 1930.

## Galería
|                                                                               |
| Detalle del cuadro Virgen del canónigo Van der Paele, de Jan van Eyck (1436). |

| |
| El apóstol de las gafas. Detalle del Altar de la Pasión de Conrad Soest. Iglesia de Bad Wildungen. Realizada en 1403, es la representación más antigua de unas gafas al norte de los Alpes. |